# Onfim

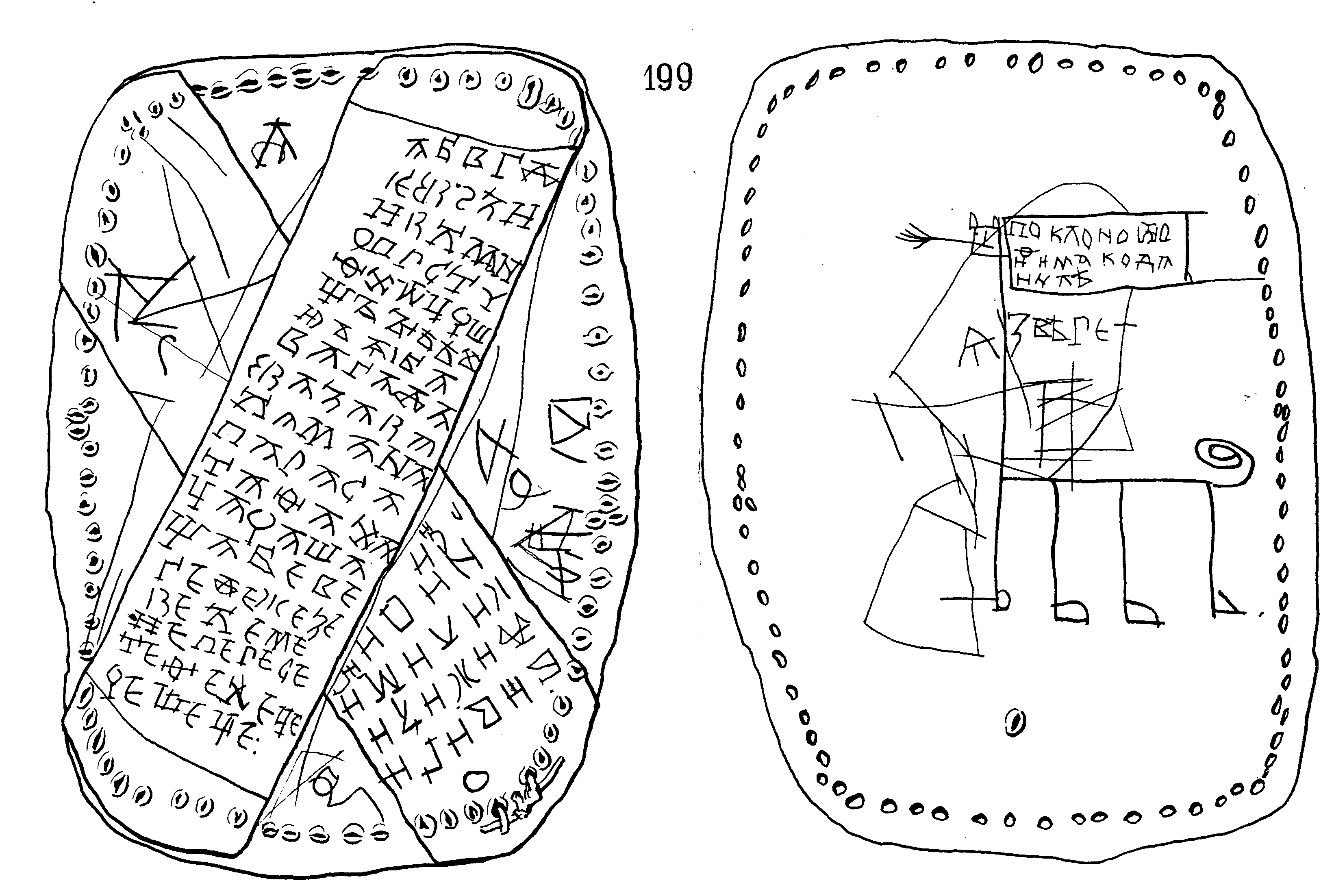
I compiti di Onfim e "Io sono una bestia selvaggia", c. 1260. (Oggetto 199)

Onfim (antico dialetto di Novgorod: онѳиме, Onfime; conosciuto anche come Anthemius di Novgorod) è stato un bambino che visse a Novgorod (nell'attuale Russia) nel XIII secolo. Sono rimaste le sue note e i suoi compiti incisi nella corteccia di betulla (beresta), che si sono conservati nel terreno argilloso di Novgorod. Onfim, che all'epoca aveva sei o sette anni, scriveva nell'antico dialetto di Novgorod; oltre a lettere e sillabe, ha disegnato "scene di battaglia e disegni di sé stesso e del suo insegnante".

## Contesto
Novgorod, conosciuta oggi come Velikij Novgorod, è il centro amministrativo dell'Oblast' di Novgorod. Collocata all'incirca 200 km a sud di San Pietroburgo, la città è circondata da foreste di betulla, la cui corteccia è stata usata per secoli dai locali come supporto alla scrittura in quanto tenera e facile da incidere. Dal 1951 sono stati trovati più di 1 100 frammenti di corteccia di betulla con iscrizioni e ogni estate ne vengono ritrovati di nuovi.
Il termine beresty, a indicare tali manoscritti su corteccia di betulla, è la forma plurale di beresta ("corteccia di betulla"), e lo studio dei beresty è detto berestologija. Il gran numero di beresty e di stili sono indicativi di un alto tasso di alfabetizzazione nella popolazione.

## Gli scritti di Onfim
Sono rimasti diciassette oggetti in corteccia di betulla di Onfim: dodici di essi contengono delle illustrazioni, mentre gli altri cinque solo testo. Uno dei disegni rappresenta un cavaliere a cavallo che trafigge con una lancia un individuo a terra; gli studiosi speculano che qui Onfim stesse rappresentando sé stesso come il cavaliere. Gli scritti sono chiaramente esercizi: Onfim faceva pratica scrivendo l'alfabeto, ripetendo sillabe e scrivendo il testo di salmi che probabilmente gli erano familiari. I suoi scritti includono frasi come "Signore, aiuta il tuo servo Onfim" e frammenti dal Libro dei Salmi 6,2 e 27,3; la maggior parte degli scritti di Onfim, infatti, consiste in citazioni da tale libro.
Le illustrazioni di Onfim includono immagini di cavalieri, cavalli, frecce e nemici uccisi. L'oggetto 199, che si trovava originariamente sul fondo di un cestino di corteccia di betulla, contiene un'immagine singolare: "un ritratto di lui stesso, camuffato come un animale fantastico", ovvero l'immagine di una bestia con un lungo collo, orecchie a punta e una coda arricciata. La bestia ha nella bocca una freccia piumata oppure sta sputando fuoco; il testo sotto al riquadro dice "sono una bestia selvaggia" (il testo nel riquadro dice "Saluti da Onfim a Danilo"). Il numero di dita nelle mani delle persone rappresentate varia da tre a otto: Onfim non aveva ancora imparato l'aritmetica.
Le righe di cinque lettere sull'altro lato dell'oggetto 199 sono un esercizio sull'alfabeto. Sull'oggetto 205, Onfim scrisse l'alfabeto cirillico e aggiunse "On[f]", per il suo nome, al centro; sotto l'alfabeto c'è la rappresentazione di ciò che alcuni ricercatori interpretano come una barca con remi. L'oggetto 206 contiene esercizi alfabetici e "'ritratti' del piccolo Onfim e dei suoi amici".

## Galleria d'immagini

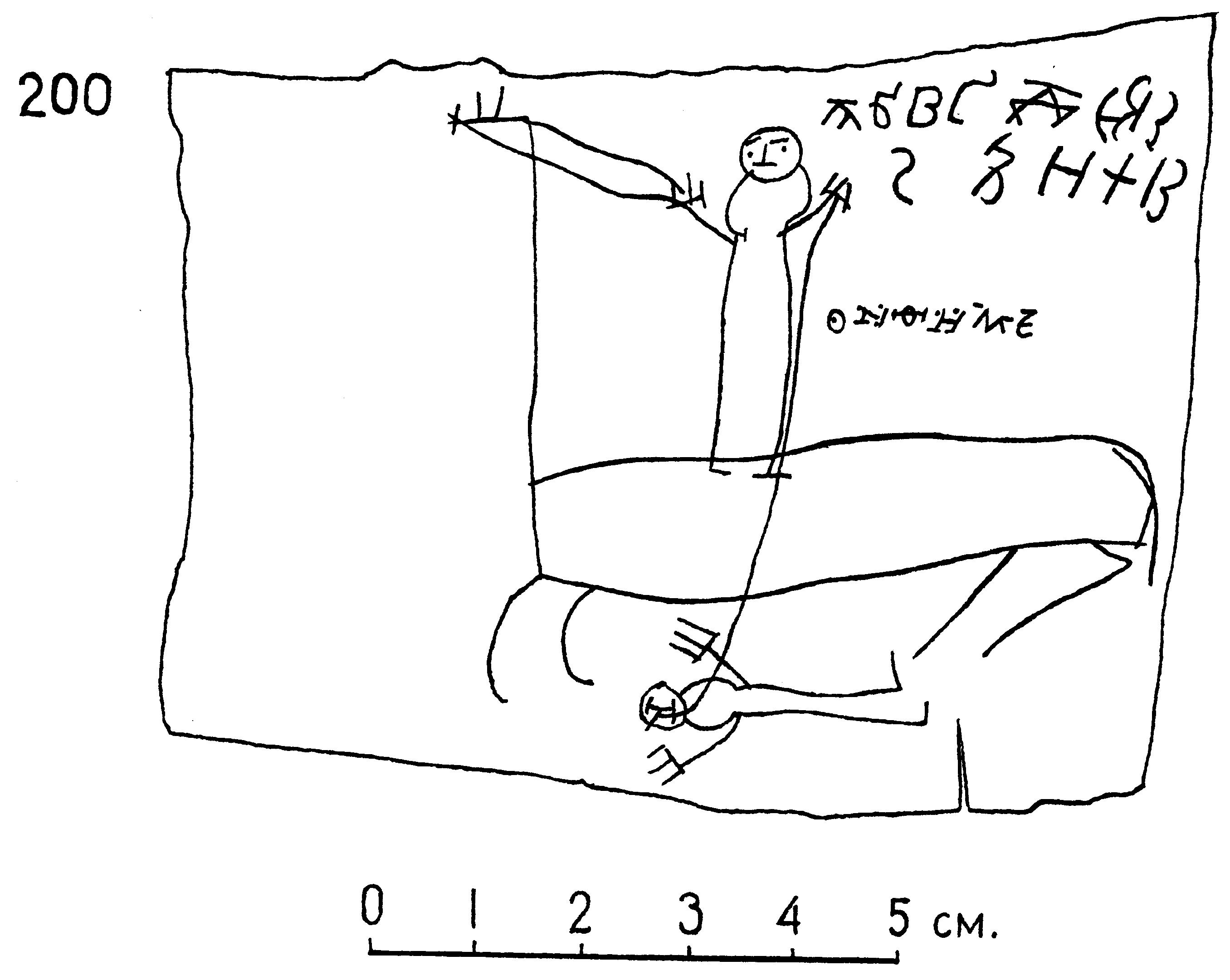
200: uomo a cavallo, con il nome "Onfim" a destra del cavaliere, e sopra di esso l'alfabeto (A - K)
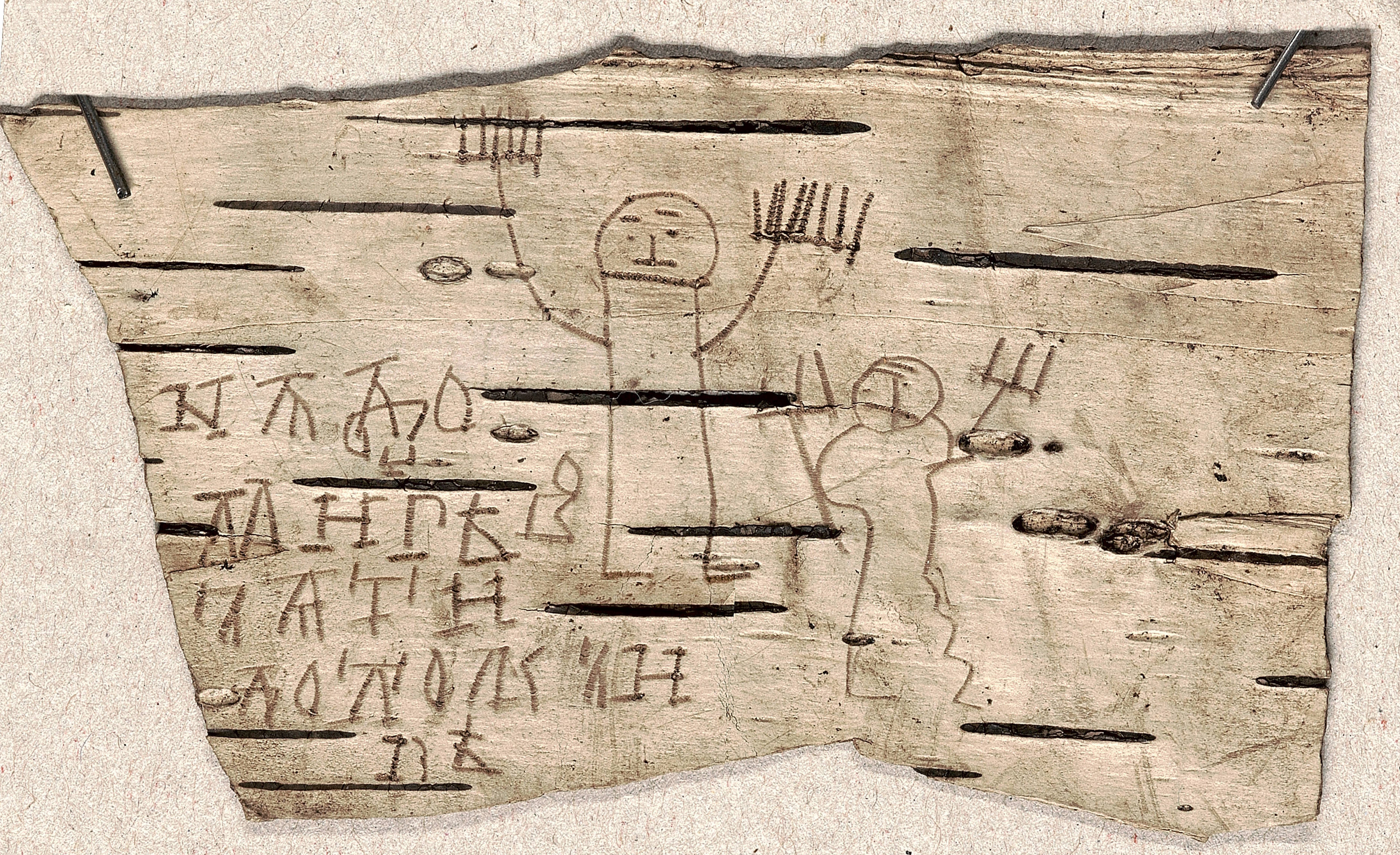
Lettera di corteccia di betulla numero 202: lezioni di ortografia e disegni
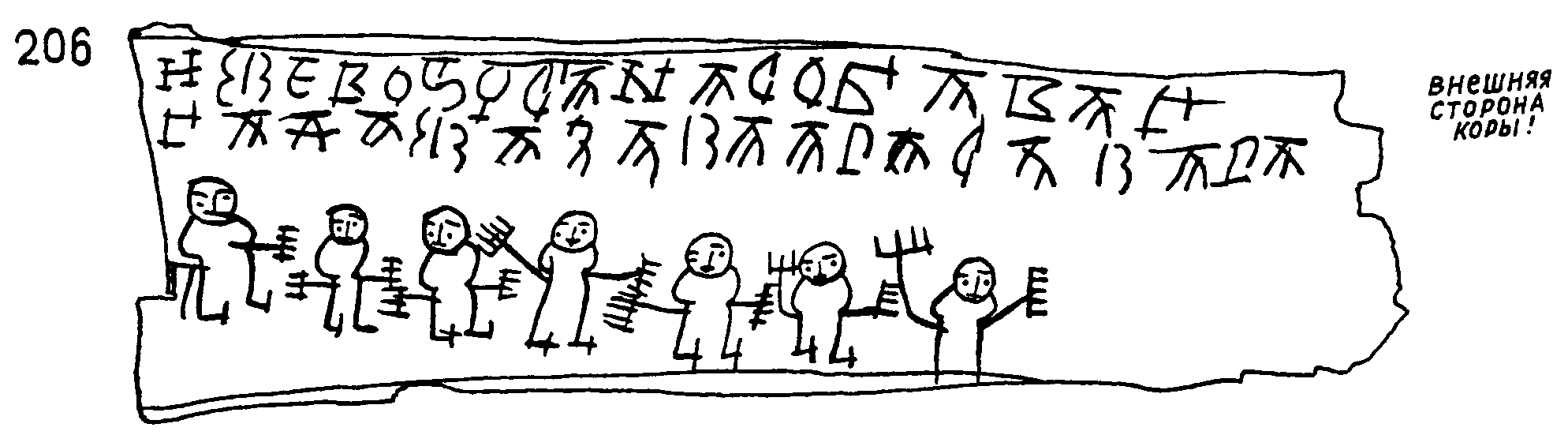
206: "Venuta l'ora sesta", una serie di sillabe e ritratti
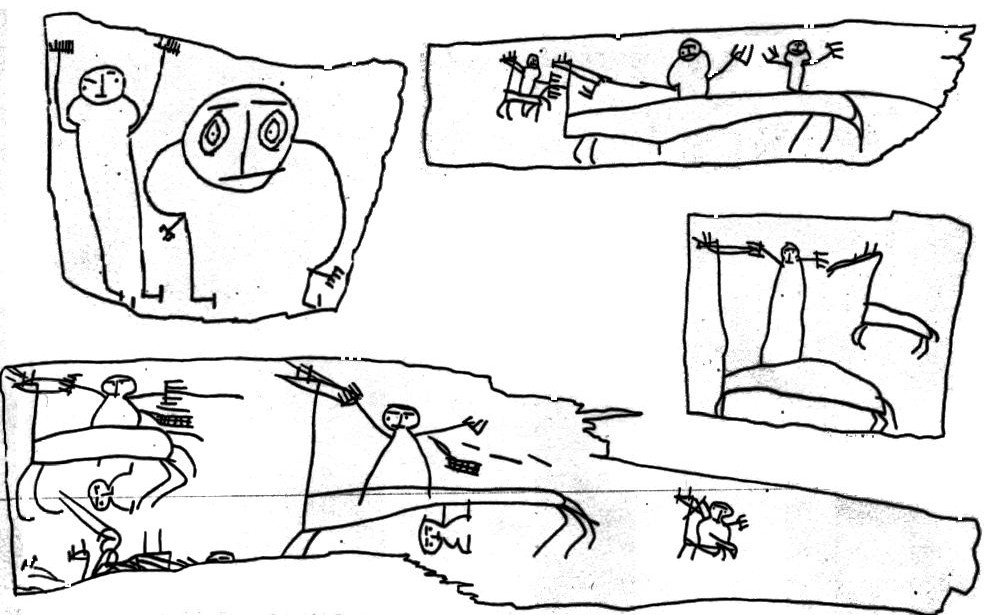
Vari disegni